# Sędziszowa (województwo dolnośląskie)
Sędziszowa (niem. Röversdorf) – wieś w Polsce położona w województwie dolnośląskim, w powiecie złotoryjskim, w gminie Świerzawa, na Pogórzu Kaczawskim w Sudetach. Pierwsza wzmianka w 1268.

## Podział administracyjny
| SIMC    | Nazwa                 | Rodzaj    |
| ------- | --------------------- | --------- |
| 1064380 | Wielisław Złotoryjski | część wsi |

W latach 1975–1998 miejscowość położona była w województwie jeleniogórskim.

## Demografia
Według Narodowego Spisu Powszechnego (III 2011 r.) liczyła 502 mieszkańców. Jest piątą co do wielkości miejscowością gminy Świerzawa.

## Zabytki
Do wojewódzkiego rejestru zabytków wpisane są:
- kościół pw. św. Katarzyny, w ruinie, romański z XIII-XIV w.
- zamek – wieża mieszkalna z dworem, średniowieczny z XV-XVIII w., przebudowany w drugiej połowie XIX w.

## Organy Wielisławskie
W Wielisławiu Złotoryjskim, części Sędziszowej, na zboczu góry Wielisławka znajduje się wyrobisko dawnego kamieniołomu porfirów, tzw. Organy Wielisławskie.